# 991

## Събития
- Битката при Малдон
- Кралят на Дания Суейн I отново се възкачва на престола.

## Починали
- Императрица Теофану, майка на Отон III
- 6 март – Варда Склир, византийски военачалник